# Mirosławiec (gemeente)
De gemeente Mirosławiec is een stad- en landgemeente en maakt deel uit van powiat Wałecki. Aangrenzende gemeenten:
- Tuczno en Wałcz (powiat Wałecki)
- Kalisz Pomorski en Wierzchowo (powiat Drawski)

Zetel van de gemeente is in de stad Mirosławiec.
De gemeente beslaat 14,4% van de totale oppervlakte van de powiat.

## Demografie
Stand op 30 juni 2004:
| Omschrijving                   | Totaal | Totaal | Vrouwen | Vrouwen | Mannen | Mannen |
| ------------------------------ | ------ | ------ | ------- | ------- | ------ | ------ |
| eenheid                        | aantal | %      | aantal  | %       | aantal | %      |
| inwoners                       | 6080   | 100    | 3040    | 50      | 3040   | 50     |
| bevolkingsdichtheid (inw./km²) | 31     | 31     | 15,5    | 15,5    | 15,5   | 15,5   |

De gemeente heeft 11,1% van het aantal inwoners van de powiat. In 2002 bedroeg het gemiddelde inkomen per inwoner 1509,67 zł.

## Plaatsen
- Mirosławiec (Duits Märkisch Friedland, stad sinds 1303)

Administratieve plaatsen (sołectwo) van de gemeente Mirosławiec:
- Bronikowo, Hanki, Jabłonowo, Jadwiżyn, Łowicz Wałecki, Piecnik en Toporzyk.